# Gabriel Antonio Corvoysier

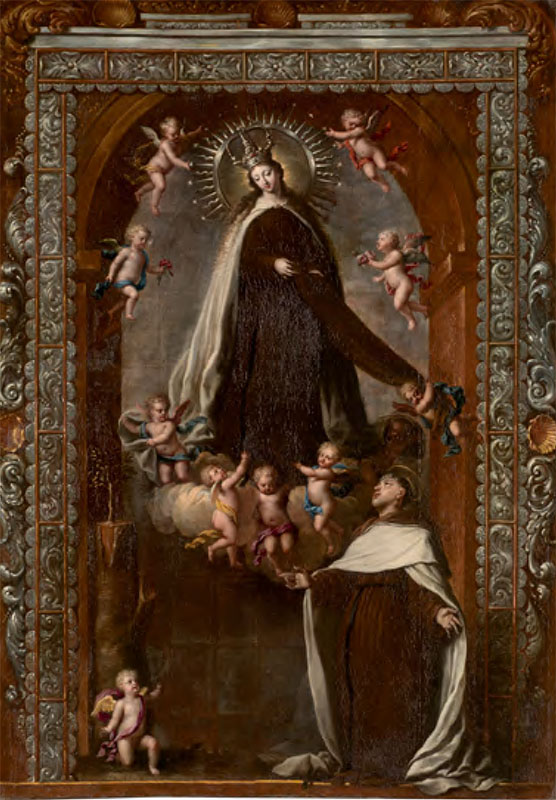
La Virgen del Carmen entregando el escapulario a san Simón Stock, óleo sobre lienzo, 223 x 142 cm. Firmado al dorso: Gabriel Antonio / Couxvoisiex Facit / Anno 1697. Madrid, Museo del Prado (adquirido en 2018).

Gabriel Antonio Corvoysier (Madrid 1659-1725) fue un pintor y archero real del que hay abundante noticia documental pero únicamente una pintura conocida, adquirida por el Estado en febrero de 2018 con destino al Museo del Prado.

## Biografía
Hijo de Luis Courvoysier, pintor y archero de la Guardia de Corps, natural de Borgoña, y de Bárbara del Prado, fue bautizado en la parroquia de San Ginés de Madrid. Juró como archero en julio de 1679. La función de archero, en la que permaneció hasta 1706, cuando pasó a la reserva, genera alguna documentación referida a cobros y permisos solicitados por el interesado, entre ellos dos solicitudes para viajar por asuntos propios a Barcelona en 1691 y 1695, pero no arroja datos de interés para la historia del arte.
En 1687 bautizó a un hijo en la parroquia de Santa Cruz con el nombre de Cayetano Francisco, citándosele en la partida de bautismo como «Grabiel Antonio Couruoysie, natural de Madrid», casado con Josefa Bernarda Astal y con domicilio en la calle de Carretas, en las casas de don Pedro Zoco. No habían mudado de domicilio el 4 de junio de 1690 cuando los esposos bautizaron en la misma iglesia a un segundo hijo, Manuel Urbano Corbesier, nacido el 25 de mayo.
Participó con frecuencia en tasaciones de pintura: en 1684 tasó las pinturas de doña Isabel Ramos de Ulloa, mujer de Juan Terrón, criado de su majestad, y las de Gabriela de Madrid; en 1689 las de Gabriel Alonso de la Monja; las del archero Juan Bautista Mertens en 1690; las de Luisa Sanz Navarrete en 1699; en 1702 las de Pedro Sánchez, las de Antonio Ruiz en 1707, las de doña Agustina de Santos en 1709, en 1713 las de María Fernández de la Paz y el mismo año las de Juan de Diego Vallejo; en 1714, diciéndose «profesor del arte de la pintura» y declarando tener 55 años de edad, las de Francisco Contreras. Parece natural por ello que cuando Antonio Palomino y Juan García de Miranda obtuvieron en 1724 el monopolio de las tasaciones en Madrid, Corvoysier fuese uno de los pintores que otorgaron su poder a Jerónimo Ezquerra para llevar adelante su protesta.
Pero, a pesar de esa abundante documentación, lo que de su pintura se conoce actualmente es únicamente una Virgen del Carmen entregando el escapulario a san Simón Stock pintada a modo de trampantojo, con su marco fingido, verdadero retrato de los bultos redondos labrados por Juan Sánchez Barba para el altar mayor de la iglesia del Carmen Calzado de Madrid. Subastada por 22 000 euros en febrero de 2018 como pieza de  escuela madrileña del siglo XVII pero firmada y fechada al dorso por Corvoysier en 1697, el Estado ejerció su derecho de retracto con destino a los fondos del Museo del Prado.